# Eupatorium mikanioides
Eupatorium mikanioides es una planta herbácea de la familia Asteraceae natural de Norteamérica, donde se encuentra en Florida.

## Descripción
Al igual que otros miembros del género Eupatorium, produce un gran número de pequeñas cabezas de flores blancas, cada cabeza con 5 floretes del disco, pero sin flores liguladas. Alcanza un tamaño de medio metro a un metro de altura.

## Hábitat
Crece en húmedo a húmedo áreas, y es tolerante a la sal.

## Taxonomía
Eupatorium mikanioides fue descrita por Alvin Wentworth Chapman y publicado en Flora of the southern United States 195. 1860.
Etimología
Eupatorium: nombre genérico que viene del griego y significa "de padre noble". Cuyo nombre se refiere a Mitrídates el Grande, que era el rey del Ponto en el siglo I a. C. y a quien se le atribuye el primer uso de la medicina. De hecho, las especies de este género, a lo largo del tiempo, han tomado diversas denominaciones vulgares referidas sobre todo a la medicina popular, esto sirve para resaltar las propiedades de Eupatoria, aunque actualmente este uso se ha reducido algo debido a algunas sustancias hepatotóxicas presentes en estas plantas.
mikanioides: epíteto latíno que significa "como el género Mikania". 
Sinonimia
- Uncasia mikanioides (Chapm.) Greene
- Eupatorium crassifolium Shuttlew. ex A.Gray 1884 not Raf. 1817[6]